# Эн-Меркар
Эн-Меркар — полулегендарный правитель шумерского города Урука, правивший примерно в XXVIII веке до н. э. Представитель I династии Урука.

## Упоминание в «Царском списке»
Согласно «Царскому списку» сын и преемник Мескиаггашера. Эпические сказания называют его сыном Уту — тот же эпитет, который дан его отцу в «Царском списке». Эн-Меркар был одной из самых выдающихся личностей раннего Шумера.
Эн-Меркар, сын Мескиаггашера,
 царя Урука, который построил Урук,
 стал царём и царствовал 420 лет.
Список рассказывает, что Эн-Меркар был тем, «кто построил Урук», то есть при нём вокруг храмового комплекса Э-Ана возникло постоянное поселение. Может быть, в связи с этим Эн-Меркар сделался одним из любимейших героев шумерских мифов. В «Царском списке» он назван лугалем (царём), но в эпосе он назван эном (верховным жрецом).
В Царском списке его правлению, как и всем ранним шумерским царям, приписывается неправдоподобная длительность — 420 лет (в некоторых экземплярах даже более 900 лет).

## Эпос об Эн-Меркаре
Из девяти обнаруженных и расшифрованных шумерских героических поэм две посвящены Эн-Меркару, две — Лугальбанде (причём в одной из них фигурирует Эн-Меркар) и пять — Гильгамешу. Причём все три героя являются представителями I династии Урука.
Поэма, получившая название «Эн-Меркар и верховный жрец Аратты» — древнейшее произведение этого жанра в шумерской литературе. Она существовала в устной традиции уже несколько столетий до того, как была записана в начале II тысячелетия до н. э. Она наиболее строга по форме и менее других загружена сказочно-поэтическими образами. О том, насколько популярна она была, свидетельствует, в частности, тот факт, что обнаружено 20 табличек (и фрагментов) с её текстом. Самая полная из них — табличка, содержащая более 600 строк текста, разделённого на 12 столбцов, — хранится в Музее Древнего Востока в Стамбуле. Поэма «Эн-Меркар и верховный жрец Аратты» даёт богатый материал о взаимоотношениях Урука с Араттой — горной страной на востоке (возможно где-то на территории юго-восточнее Урмийского озера).
Вторая поэма об Эн-Меркаре, получившая название «Эн-Меркар и Энсукушсиранна», также повествует о переговорах между правителями Урука и Аратты. Долгое время был известен лишь довольно большой, почти в 100 строк, начальный фрагмент и отрывок в 25 строк, завершающий поэму. Однако настойчивые поиски неутомимых исследователей шумерских текстов увенчались успехом: во время раскопок 1951—1952 годов в Ниппуре американской экспедицией были обнаружены две таблички, существенно восполнившие пробелы в тексте. Хотя интерпретация отдельных сюжетных линий ещё не доведена до конца, смысл этого произведения в основном уже ясен.
В отличие от первой поэмы во втором сказании об Эн-Меркаре правитель Аратты уже не выступает анонимно. Поэт называет его имя — Энсукушсиранна Названы имена и других действующих лиц: «первого министра» (визиря или наместника) правителя Аратты зовут Ансиггариа, его высокого сановника, жреца «машмаша» — Ургирнунна, наместника Эн-Меркара — Наменнадума. Обращает на себя внимание тот факт, что поэт, согласно существовавшей в Шумере традиции, указывает время описываемых в поэме событий. На основании анализа текста можно предположить, что дело происходило в те дни, когда царём всего Шумера был Эннамибарагга-Уту. Разумеется, эта попытка разместить во времени всё случившееся — не более чем поэтическая метафора, цель которой — придать повествованию характер подлинности. Любопытно, что ни в одном из имеющихся в нашем распоряжении текстов не упоминается царь по имени Эннамибарагга-Уту. А может быть, Эннамибарагга-Уту — это ещё одно имя бога солнца Уту, до сих пор неизвестное науке. Конечно, перед нами лишь легенда, и всё же необходимо подчеркнуть, что безымянный автор, слагавший эту поэму спустя тысячу лет после описанных в ней событий, затрагивает проблему общешумерской власти.
В третий раз Эн-Меркар встречается в поэме, главным героем которой является Лугальбанда, преемник Эн-Меркара в Уруке. Текст этого произведения запутанный, трудный для понимания. Рассказ касающийся Эн-Меркара состоит в следующем: Эн-Меркар пребывает в глубокой скорби, люди Марту осадили Урук и грозят захватить его. Никто из подданных Эн-Меркара не решается пойти в Аратту, чтобы передать сестре Эн-Меркара богине Инанне, его просьбу о помощи. За это трудное и опасное дело берётся Лугальбанда. Он обещает в одиночку совершить это трудное путешествие и сохранить от всех тайну. После множества приключений, преодолев семь горных хребтов, герой приходит в Аратту и передаёт богине слова Эн-Меркара. В советах Инанны своему брату Эн-Меркару почти ничего невозможно понять: в них нет ни слова о военной помощи; Инанна говорит о каких-то необыкновенных рыбах, о кувшинах, о мастерах по обработке металла и камня, которых он должен пригласить в свой город. Но каким образом всё это поможет Эн-Меркару — неясно.
Во всех трёх поэмах повествуется о соперничестве между Уруком и Араттой. Об Аратте поэты рассказывают как о государстве, славящемся своими богатствами — всевозможными металлами и строительным камнем, но бедным продуктами сельского хозяйства. Известно, что в Двуречье не было ни строительного камня, ни месторождений металлов и шумерам приходилось всё это привозить издалека. Поэтому естественно, что торговля являлась решающим фактором существования и развития отдельных городов-государств и всей страны. Проблемы сырья, и прежде всего материалов, необходимых для строительства и украшения храмов — «домов богов», была одной из центральных проблем, которые пришлось решать шумерам уже в первые годы формирования их государства. Это и нашло отражение в их первых эпических поэмах. Ведь конфликт между Уруком и Араттой возник именно из-за того, что шумеры хотели получать у Аратты необходимый им строительный камень, драгоценные металлы и минералы. Если опустить в рассказе об Эн-Меркаре и правителе Аратты сказочную оболочку и естественные во всяком поэтическом произведении сюжетные напластования, то перед нами возникнет сухой и деловой отчёт о переговорах, связанных с обменом товарами. Из Шумера в Аратту везли зерно, скот, а получали дерево, металлы, камень и лазурит.
Энмеркар, по-видимому, перестроил и расширил храм Инанны. В частности он требовал от правителя Аратты материалы для постройки храма Инанны. Из фрагмента поэмы «Эн-Меркар и верховный жрец Аратты» явствует, если мы правильно понимаем текст, что во второй и третий раз гонец везёт в Аратту уже не устное распоряжение своего царя, а табличку с записанными на ней требованиями Эн-Меркары (это первое упоминание о существовании письменности в Шумере).
| I династия Урука             |                                |                       |
| Предшественник: Мескиаггашер | царь Урука XXVIII век до н. э. | Преемник: Лугальбанда |